# Kim Min-jae (aktor, ur. 1996)
Kim Min-jae (hangul: 김민재; ur. 1 listopada 1996 w Daegu), znany także jako Real.be – południowokoreański aktor i raper.
Kim brał lekcje komponowania i gry na fortepianie w szkole muzycznej w gimnazjum. Następnie Kim wziął udział w przesłuchaniach w CJ E&M i był przyjęty jako stażysta przez trzy lata od pierwszej klasy liceum.
W marcu 2016 roku zaczął studia na Uniwersytecie Chung-Ang.

## Filmografia

### Seriale
| Rok  | Tytuł                    | Rola                    | Stacja telewizyjna |
| ---- | ------------------------ | ----------------------- | ------------------ |
| 2014 | Romance-ga pil-yohae 3   |                         | tvN                |
| 2015 | Chiljeonpalgi Goo Hae-ra | Sa Gi-joon              | Mnet               |
| 2015 | Producent                | on sam (odc. 4, 10, 12) | KBS2               |
| 2015 | Dubeonjjae seumusal      | Kim Min-soo             | tvN                |
| 2015 | Cheo-eumiraseo           | Seo Ji-an               | OnStyle            |
| 2016 | My Little Baby           | Yoon Min                | MBC                |
| 2016 | Romantyczny doktor Kim   | Park Eun-tak            | SBS                |
| 2016 | Goblin                   | Wang Yeo (odc. 1, 7-13) | tvN                |
| 2017 | Choegoui hanbang         | Lee Ji-hoon             | KBS2               |
| 2018 | Widaehan yuhokja         | Lee Se-joo              | MBC                |

### Programy rewiowe
| Rok       | Tytuł                        | Uwagi                                                                      | Stacja telewizyjna |
| --------- | ---------------------------- | -------------------------------------------------------------------------- | ------------------ |
| 2015      | Show Me the Money 4          | uczestnik (odc. 1-2)                                                       | Mnet               |
| 2015      | Section TV                   | Gościnnie                                                                  | MBC                |
| 2015      | Mari and Me                  | Obsada                                                                     | JTBC               |
| 2015      | Radio Star                   | Gościnnie (odc. 456)                                                       | MBC                |
| 2015-2016 | Show! Music Core             | prowadzący, razem z Kim Sae-ron (od 21 listopada 2015 do 24 września 2016) | MBC                |
| 2016      | Celebrity Bromance (Sezon 1) | obsada, razem z V (odc. 1-4, 30)                                           | MBig TV            |
| 2016      | Section TV                   | gościnnie                                                                  | MBC                |
| 2016      | Video Star                   | gościnnie                                                                  | MBC Every 1        |

### Teledyski
| Rok  | Tytuł piosenki | Artysta        |
| ---- | -------------- | -------------- |
| 2015 | „Celepretty”   | Park Bo-ram    |
| 2015 | „Good Luck”    | Hong Dae-Kwang |

## Dyskografia
Piosenki
| Rok  | Tytuł                                                                       | Album                   |
| ---- | --------------------------------------------------------------------------- | ----------------------- |
| 2015 | "Star" (razem z Solar)                                                      | Dubeonjjae seumusal OST |
| 2015 | "Our Feeling" (Lee Yoon Chan feat. Kim Min-jae, Park So-dam & Lee Yi-kyung) | Cheo-eumiraseo OST      |

## Nagrody i nominacje
| Rok  | Nagroda          | Kategoria                                     | Wynik   |
| ---- | ---------------- | --------------------------------------------- | ------- |
| 2016 | SBS Drama Awards | Najlepszy nowy aktor (Romantyczny doktor Kim) | Wygrana |